# Conde mariscal
Conde mariscal (del inglés: Earl Marshal) es un cargo público y título hereditario en la monarquía británica utilizado en Inglaterra (después, tras el acta de Unión de 1800, en el Reino Unido). Es el octavo de los grandes oficiales de Estado en el Reino Unido, después del lord alto condestable. 
El conde mariscal tiene la responsabilidad de organizar los funerales de Estado y de la coronación del monarca en la abadía de Westminster. Es también el principal oficial de armas.
El actual conde mariscal es Edward Fitzalan-Howard, 18° duque de Norfolk, que heredó el cargo en el 2002.

## Referencias

Armas de los duques de Norfolk.